# 2012 год в науке
2012 год объявлен организацией TCAC (Turing Centenary Advisory Committee) годом Тьюринга, в честь столетия дня рождения математика. 2012 год был также объявлен Организацией Объединённых Наций Международным годом устойчивой энергетики для всех.

## Достижения

### Январь
- 1—2 января — выход на заданную орбиту двух спутников проекта GRAIL, начало изучения гравитационных аномалий на Луне.
- 3 января — объявлено об открытии радиопульсара J1909+12, первого в 2012 году, в рамках проекта добровольных распределённых вычислений Einstein@Home[2].
- 7 января
  - В проекте добровольных распределённых вычислений PrimeGrid открыто простое число Прота 329×21246017+1 (375 092 цифр)[3].
  - Объявлено об открытии радиопульсара J1914+14 в рамках проекта добровольных распределённых вычислений Einstein@Home.
- 9 января — объявлено об обнаружении в рамках проекта SETI сигнала, являющегося кандидатом на радиосигнал внеземного происхождения[4][5].
- 10 января
  - Объявлено об открытии радиопульсара J1922+11 в рамках проекта добровольных распределённых вычислений Einstein@Home[6].
  - Коллаборация Belle, работающая с электрон-позитронным коллайдером KEKB в Японии, объявила об открытии новых экзотических адронов (тетракварков)[7][8]. Если открытие подтвердится, то это станет первым экспериментальным случаем обнаружения частицы, состоящий из четырёх кварков.
- 12 января — на конференции Американского астрономического общества (219th AAS Meeting) было объявлено:
  - телескопом Кеплер обнаружены три миниземли в системе KOI-961: KOI-961 b, KOI-961 c и KOI-961 d. Их размер составляет всего 0,73, 0,78 и 0,57 Земли[9];
  - телескопом Кеплер обнаружены два новых газовых гиганта Kepler-34 b и Kepler-35 b, обе планеты обращается вокруг двойной звезды[10];
  - учёными было пересмотрено число экзопланет, оказалось, что их намного больше в нашей Вселенной, чем считалось ранее. Только в галактике Млечный Путь их число от сотни миллиардов[11];
  - впервые были обнаружены чужие планетарные кольца за пределами нашей системы[12].
- 18 января — в проекте добровольных распределённых вычислений PrimeGrid открыты два простых числа:
  - простое число Прота 81×23352924+1 из 1 009 333 цифр[13];
  - обобщённое простое число Ферма 525094262144+1 из 1 499 526 цифр[14].
- 23 января — объявлено об успешных результатах эксперимента по лазерному охлаждению макрообъектов (в данном случае, полупроводниковой микросхемы) до температуры −269 °C[15].
- 26 января — закручивание лазерных лучей ускорило передачу информации; инженерам удалось добиться скорости передачи в 2,56 терабит в секунду[16][17][18].
- 28 января — объявлено об открытии радиопульсара J1913+10 в рамках проекта добровольных распределённых вычислений Einstein@Home[19].
- 29 января — объявлено об открытии двух новых спутников Юпитера: S/2011 J 1 и S/2011 J 2[20].
- 30 января — в проекте добровольных распределённых вычислений PrimeGrid открыто обобщённое простое число Каллена 427194×113427194+1 (877 069 цифр), являющееся на момент открытия самым большим известным обобщённым простым числом Каллена[21].

### Февраль
- 2 февраля — объявлено об открытии радиопульсара J2005+26 в рамках проекта добровольных распределённых вычислений Einstein@Home[22].
- 3 февраля
  - Команда учёных из университета Калифорнии в Санта-Круз и института Карнеги сообщила об открытии ещё одной экзопланеты в обитаемой зоне Глизе 667с[23].
  - В проекте добровольных распределённых вычислений PrimeGrid в ходе решения проблемы Ризеля открыто простое число 162941×2993718−1 (299 145 цифр). Открытие позволяет исключить из рассмотрения основание 162941. На данный момент непроверенными остаются ещё 56 оснований[24].
- 5 февраля
  - Опубликована статья, в которой говорится о том, что исследователям впервые удалось создать упорядоченные двумерные полимеры[25].
  - Учёные-полярники достигли поверхности подледного Антарктического озера Восток на глубине 3769,3 метров[26].
- 9 февраля — в проекте добровольных распределённых вычислений PrimeGrid открыто простое число Прота 131×21494099+1 (449 771 цифра)[27].
- 11 февраля — объявлено об открытии радиопульсара J1907+09 в рамках проекта добровольных распределённых вычислений Einstein@Home[19].
- 13 февраля — в проекте добровольных распределённых вычислений PrimeGrid открыто обобщённое простое число Ферма 676754262144+1 (1 528 413 цифры)[28].
- 14 февраля — опубликовано исследование, в котором описывается открытие мельчайших хамелеонов, известных науке. Все они относятся к роду Brookesia[29].
- 15 февраля — объявлено об открытии радиопульсара J1913+11 в рамках проекта добровольных распределённых вычислений Einstein@Home[19].
- 16 февраля — астрофизики обнаружили уникальную чёрную дыру[30].
- 21 февраля
  - Астрономами обнаружен новый класс экзопланет т. н. «водных суперземель»[31].
  - Российские учёные из Института физико-химических и биологических проблем почвоведения РАН впервые смогли прорастить семена растения смолёвка узколистая, которые пролежали более 30 тыс. лет в условиях вечной мерзлоты[32].
- 24 февраля
  - Астрономы определили размеры Солнечной системы при рождении[33].
  - Объявлено об открытии радиопульсара J1858+0319 в рамках проекта добровольных распределённых вычислений Einstein@Home[34].
- 26 февраля — астрономы обнаружили астероид, который через год приблизится к Земле[35].
- 27 февраля — объявлено об открытии радиопульсаров J1227-6210, J1601-5023, J1726-3156 и J1855+03 в рамках проекта добровольных распределённых вычислений Einstein@Home[36][37].

### Март
- 2 марта — в проекте распределённых вычислений PrimeGrid открыто праймориальное простое число 1098133#−1 (476 311 цифр), самое большое известное праймориальное простое число на данный момент[38].
- 11 марта — палеонтологи оценили возраст древнейшего обнаруженного ископаемого животного со скелетом Coronacollina acula в 550—560 млн лет[39].
- 12 марта — объявлено об открытии радиопульсара J1857+0259 в рамках проекта добровольных распределённых вычислений Einstein@Home[40].
- 16 марта — протоны на Большом адронном коллайдере впервые разогнаны до энергии 4 ТэВ[41].
- 21 марта — объявлено об открытии радиопульсара J1901+0510 в рамках проекта добровольных распределённых вычислений Einstein@Home[40].
- 23 марта — с космодрома Куру стартовал космический грузовик ATV-003 Эдоардо Амальди, созданный Европейским космическим агентством[42].
- 27 марта — объявлено об открытии радиопульсара J1851+02 в рамках проекта добровольных распределённых вычислений Einstein@Home[43].
- 28 марта — учёные обнаружили самую удалённую чёрную дыру звёздной массы[44].

### Апрель
- 9 апреля — в проекте распределённых вычислений PrimeGrid открыто простое число Софи Жермен 18543637900515×2666667−1 (200 701 цифра), самое большое известное на данный момент среди чисел Софи Жермен[45].
- 10 апреля — объявлено об открытии радиопульсара J1900+0439 в рамках проекта добровольных распределённых вычислений Einstein@Home[46].
- 11 апреля — в результате нахождения простых чисел 123287×22538167+1 (764 070 цифр) и 147559×22562218+1 (771 310 цифр) при решении проблемы Серпинского в рамках проекта добровольных распределённых вычислений PrimeGrid исключены из рассмотрения основания 123287 и 147559. Непроверенными остаются ещё 15 оснований[47].
- 13 апреля — в проекте добровольных распределённых вычислений PrimeGrid открыто обобщённое простое число Ферма 773620262144+1 (1 543 643 цифры)[48].
- 16 апреля — объявлено об открытии радиопульсара J1953+24 в рамках проекта добровольных распределённых вычислений Einstein@Home[46].
- 23 апреля — объявлено об открытии радиопульсаров J1305-66, J1637-46, J1652-48 и J1838-01 в рамках проекта добровольных распределённых вычислений Einstein@Home[46].
- 24 апреля — объявлено об открытии радиопульсаров J0811-38 и J1750-25 в рамках проекта добровольных распределённых вычислений Einstein@Home[46].

### Май
- 15 мая
  - Объявлено об открытии радиопульсара J1858-07 в рамках проекта добровольных распределённых вычислений Einstein@Home[46].
  - Разработана масштабируемая и надёжная система кодирования данных, например, текстов, в код ДНК[49].
- 21 мая
  - кольцеобразное солнечное затмение, видимое в южном Китае, Японии и на территории США. Частная фаза затмения прошла по территории России севернее линии Владивосток — Архангельск[50].
  - Объявлено об открытии радиопульсара J1748-30 в рамках проекта добровольных распределённых вычислений Einstein@Home[51].
- 22 мая — американские учёные нашли в воде антарктического подлёдного озера Вида несколько видов бактерий, бывших в изоляции 3 тысячи лет[52][53].
- 30 мая — официально утверждены названия 114-го и 116-го элементов Периодической системы химических элементов[54].

### Июнь
- 3 июня — в проекте добровольных распределённых вычислений PrimeGrid открыто простое число Прота 7905×2352281+1 (106 052 цифры)[55].
- 6 июня — прохождение Венеры по диску Солнца, одно из редчайших астрономических явлений.
- 8 июня — получена высокоточная модель текущего расположения звёздного потока Стрельца, построенная в результате моделирования в рамках проекта добровольных распределённых вычислений MilkyWay@Home[56].
- 12 июня — в проекте добровольных распределённых вычислений PrimeGrid открыто простое число Прота 1705×2906110+1 (272 770 цифр)[57].
- 13 июня
  - НАСА запустило космический гамма-телескоп NuSTAR[58].
  - Опубликован геном бонобо.
- 15 июня
  - Руководитель китайской программы исследования Луны Оуян Цзыюань заявил, что лунный зонд «Чанъэ-2» отправлен на изучение астероида Таутатис[59].
  - В проекте добровольных распределённых вычислений PrimeGrid открыто обобщённое простое число Ферма 34111524288+1 (2 900 832 цифры), самое большое среди обобщённых простых чисел Ферма на момент открытия[60].
- 16 июня — первая китайская женщина-тайконавт (Лю Ян) в экипаже космического корабля Шэньчжоу-9, запущенного для первой национальной пилотируемой стыковки с орбитальной лабораторией Тяньгун-1.
- 23 июня — немецкие физики создали квантовое облако атомов калия, распределение энергии в котором таково, что его температура имеет отрицательное абсолютное значение[61][62].
- 25 июня
  - В проекте добровольных распределённых вычислений PrimeGrid открыто число Ризеля 252191×25497878−1 (1 655 032 цифры), являющееся наибольшим среди открытых на данный момент чисел Ризеля[63]. Открытие позволяет исключить из рассмотрения основание 252191 (проблема Ризеля). На данный момент непроверенными остаются ещё 55 оснований.
  - Созданы микроскопические кремниевые излучатели закрученного света[англ.][64][65][66]

### Июль
- 4 июля — учёными CERN объявлено об обнаружении бозона с массой 125,3 ± 0,6 ГэВ, скорее всего являющегося бозоном Хиггса[67][68].
- 11 июля — Марком Шоуолтером обнаружен пятый спутник Плутона[69].
- 16 июля — старт спутника Swarm, предназначенного для изучения магнитного поля Земли[70].[нет в источнике]
- 19 июля — объявлено об открытии радиопульсаров PSR J1626-44, PSR J1644-46 и PSR J1908+0831 в рамках проекта добровольных распределённых вычислений Einstein@Home[71].
- 27 июля — астрономы нашли двойника Млечного Пути[72][73][74].
- 30 июля
  - Астрономы, работающие с данными орбитального телескопа «Ферми», показали, что источником гамма-излучения из центра Млечного пути является, скорее всего, аннигиляция тёмной материи[75].
  - Анализ митохондриальной ДНК подтвердил азиатскую гипотезу одомашнивания кур[76].
  - Астрономы проекта Sloan Digital Sky Survey составили крупнейшую в мире трёхмерную карту массивных галактик и чёрных дыр[77][78][79].

### Август
- 6 августа — косморобот Curiosity совершил посадку на Марс в районе кратера Гейла[80].
- 8 августа
  - В проекте добровольных распределённых вычислений PrimeGrid открыто обобщённое простое число Ферма 475856524288+1 (2 976 633 цифры), самое большое среди обобщённых простых чисел Ферма[81].
  - Объявлено об открытии радиопульсаров PSR J1903+06 и PSR J1912+09 в рамках проекта добровольных распределённых вычислений Einstein@Home[71].
- 9 августа
  - Антропологи установили, что живший около двух миллионов лет назад Человек рудольфский был отдельным видом, отличным от Человека умелого[82].
  - В журнале Nature опубликована статья китайских физиков, которым удалось осуществить квантовую телепортацию на расстояние около 97 км, что является новым рекордом[83][84].
- 15 августа — учёные из Гарвард-Смитсоновского центра астрофизики обнаружили один из крупнейших объектов во Вселенной — скопление галактик SPT-CLJ2344-4243[85][86].
- 19 августа — учёные обнаружили на Филиппинах два новых вида иглоногих сов — камигинскую иглоногую сову и себунскую иглоногую сову. Результаты исследования были опубликованы в ежегодном орнитологическом журнале Forklift, краткое содержание статьи изложено на портале Red Orbit[87].
- 29 августа — американским учёным удалось вырастить клетки-предшественники сперматозоидов из клеток кожи[88].
- 30 августа — запуск спутников Van Allen Probes для изучения воздействия солнечной радиации на магнитосферу Земли[89].

### Сентябрь
- 5 сентября — физики из Университета Вены и Академии наук Австрии установили новый рекорд в квантовой телепортации — 143 километра[90].
- 6 сентября — учёные из нескольких стран опубликовали самый подробный на сегодняшний день анализ функций генома человека, составленный в рамках проекта «Энциклопедия элементов ДНК». Они показали, что до 80 % человеческого генома выполняет определённые функции, в том числе, мусорная ДНК[91].
- 8 сентября — космический зонд Dawn покинул орбиту астероида Веста и направился к Церере[92].
- 11 сентября
  - Американские астрономы объявили об обнаружении спутника Юпитера S/2000 J 11, который долгое время считался потерянным[93].
  - Японский математик Синъити Мотидзуки заявил о доказательстве abc-гипотезы, одного из важных утверждений в теории чисел[94].
- 14 сентября — на расстоянии 2,84 млн км от Земли пролетел астероид 2012 QG42 размером примерно в полкилометра[95].
- 25 сентября — НАСА опубликовало изображение Hubble Extreme Deep Field, ставшее самым глубоким изображением космоса на данный момент.[96]
- 28 сентября — учёные НАСА обнаружили на фотографиях марсохода Кьюриосити следы высохшего ручья[97].

### Октябрь
- 3 октября — на борту римского корабля, разбившегося около 2000 лет назад, обнаружены хорошо сохранившиеся пилюли из смитсонита цинка, что даёт новую информацию о древнеримской медицине[98][99][100].
- 5 октября — на западе Австралии официально открыт радиотелескоп ASKAP, первая часть глобального проекта SKA[101].
- 17 октября — с использованием спектрографа HARPS в звёздной системе Альфы Центавра обнаружена экзопланета с массой 113 % от Земной, вращающаяся на расстоянии 0,04 а. е. от звезды (период обращения — 3,2 земных дня, температура поверхности не менее 1500 K). На данный момент это самая ближняя планета земной группы, находящаяся на расстоянии 4,36 световых лет от Земли и вращающаяся вокруг звезды схожего с Солнцем спектрального класса[102].
- 19 октября — российские учёные предоставили предварительные результаты анализа проб воды из антарктического озера Восток, они оказались практически стерильными[103].

### Ноябрь
- 6 ноября — в проекте добровольных распределённых вычислений PrimeGrid открыто простое число Прота 9×23497442+1 (1 052 836 цифр)[104].
- 12 ноября — в проекте добровольных распределённых вычислений PrimeGrid открыто простое число Прота 7×25775996+1 (1 738 749 цифр)[105].
- 13 ноября — полное солнечное затмение, наблюдаемое в Австралии и акватории Тихого океана.
- 15 ноября — коллаборацией CMS, работающей на Большом адронном коллайдере, было объявлено о наблюдении частицы Y(4140) с массой 4148,2 ± 2,0 (стат) ± 4,6 (сист) МэВ/c2. Статистическая значимость наблюдения частицы, ранее наблюдавшейся лишь на Тэватроне в 2009 г, составляет более 5σ. Распад данной частицы на J/ψ-мезон и Фи-мезон не описывается в рамках Стандартной модели, окончательного мнения о её кварковом составе нет[106][107].
- 29 ноября — астрономы Института астрономии Общества Макса Планка обнаружили в галактике NGC 1277 сверхмассивную чёрную дыру массой 14 % от массы всей галактики[108]
- 28 ноября — группа биологов из Центра Джона Иннеса в Норидже с помощью технологии секвенирования расшифровала геном культурной пшеницы[109].

### Декабрь
- 13 декабря — китайские учёные подтвердили, что зонду Чанъэ-2 удалось получить серию снимков астероида Таутатис с минимального расстояния[110].
- 17 декабря — два зонда проекта GRAIL совершили запланированное столкновение с Луной, завершив научную миссию по изучению аномалий гравитационного поля Луны[111].
- 19 декабря — объявлено об открытии одной из ближайших известных экзопланет, находящейся в обитаемой зоне (расстояние от Земли — 12 световых лет, масса — 4,3 земной массы, период обращения — 168 дней), вращающейся вокруг звезды Тау Кита[112][113][114].
- 22 декабря — на примере гербертсмитита экспериментально подтверждено существование спиновой жидкости[115].

### События без точной даты
- В проекте добровольных распределённых вычислений SAT@home найдены 5 пар ортогональных диагональных латинских квадратов порядка 10[116].
- Запущен проект добровольных распределённых вычислений theSkyNet POGS, целью которого является построение мультиспектрального атласа ближайшей части Вселенной от ближнего инфракрасного излучения до ультрафиолета[117].

## Награды

### Нобелевские премии
- Физика — Серж Арош и Дэвид Уайнленд — «за создание прорывных технологий манипулирования квантовыми системами»[118].
- Химия — Роберт Лефковиц и Брайан Кобылка — «за исследования рецепторов, сопряжённых с G-белками»[119].
- Медицина и физиология — Синъя Яманака и Джон Гёрдон — «за работы в области биологии развития и получения индуцированных стволовых клеток»[120].
- Литература — Мо Янь — «за галлюцинаторный реализм, с которым он смешивает сказку, историю и современность»[121].
- Премия мира — Европейский союз — «за шесть десятилетий защиты прав человека в Европе и долгосрочную роль в объединении континента»[122].
- Экономика — Ллойд Стауэлл Шепли и Элвин Рот — «За теорию стабильного распределения и практики устройства рынков»[123].

### Премия Кавли
Лауреаты премии Кавли:
- По астрофизике: Дэвид Джуитт, Майкл Браун и Джейн Лу «за открытие и описание пояса Койпера и его крупнейших объектов».
- По нанотехнологии: Милдред Дресселгауз «за вклад в изучение фононов, электрон-фононного взаимодействия и теплового транспорта в наноструктурах».
- По неврологии: Корнелия Баргманн, Винфрид Денк, Энн Грейбил «за работы, касающиеся выявления основных нейронных механизмов, лежащих в основе восприятия и решения».

### Премия Бальцана
- Юриспруденция: Рональд Дворкин (США)
- Музыковедение: Райнхард Штром[нем.] (Германия)
- Наука о твёрдой Земле с акцентом на междисциплинарные исследования: Курт Лэмбек[англ.] (Австралия)
- Эпигенетика: Дэвид Болкомб (Великобритания)

### Математика
- Абелевская премия
  - Эндре Семереди (Ратгерский университет, Венгрия) — «за его фундаментальный вклад в дискретную математику и теорию информатики, и в знак признания его глубокого и долгосрочного вклада в аддитивную теорию чисел и эргодическую теорию»[124].

### Химия
- Большая золотая медаль имени М. В. Ломоносова

### Информатика
- Премия Тьюринга — Сильвио Микали и Шафи Гольдвассер — за новаторские работы по вероятностному шифрованию[англ.] (в том числе, первую вероятностную криптосистему с открытым ключом) и работы по применению доказательств с нулевым разглашением в криптографических протоколах[125].
- Премия Кнута — Леонид Анатольевич Левин.

### Физика
- Премия Мильнера
  - Нима Аркани-Хамед, Алан Харви Гут, Алексей Юрьевич Китаев, Максим Львович Концевич, Андрей Дмитриевич Линде, Хуан Мартин Малдасена, Натан Зайберг, Ашок Сен, Эдвард Виттен.

### Большая золотая медаль имени М. В. Ломоносова
- Глеб Всеволодович Добровольский (Россия) — за выдающийся вклад в области почвоведения.
- Арнольд Уоррен (США) — за выдающийся вклад в развитие теоретического и прикладного почвоведения и создание моделей поведения почв в разных ландшафтах мира[126].

### Философия
- Премия имени Г. В. Плеханова РАН — Илья Теодорович Касавин — Член-корреспондент РАН — за серию работ «Эпистемология и философия гуманитарных наук»[127].

### Международная премия по биологии
- Joseph Altman — нейробиология.

### Международная научная премия имени Виктора Амбарцумяна
- Яан Эйнасто — за его фундаментальный вклад в деле открытия тёмной материи и космической сети, Игорь Новиков — за его новаторскую формулировку о том, как подтвердить экспериментально, что Вселенная началась как горячая Вселенная, и за предложение метода для определения квазаров масс[128].

## Скончались
- 6 февраля — Жан Бенган[фр.] (род. 1920), бельгийский папиролог и эпиграфист.
- 8 июля — Роберт Шерк (род. 1920), американский антиковед[129].
- 14 августа — Сергей Петрович Капица (род. 1928), советский и российский физик, популяризатор науки, телеведущий.
- 25 августа — Нил Армстронг (род. 1930), американский астронавт, первый человек, ступивший на Луну.
- 29 августа — Сёсити Кобаяси (род. 1932) — американский математик японского происхождения.
- 6 ноября — Эдуард Павлович Кругляков (род. 1934), российский физик-экспериментатор, доктор физико-математических наук, академик РАН, сотрудник Института ядерной физики Сибирского отделения АН СССР (РАН). Председатель Комиссии по борьбе с лженаукой и фальсификацией научных исследований.
- 13 ноября — Брюс Байер[англ.] (род. 1929), американский учёный, сотрудник компании Kodak, предложивший в 1976 г. фильтр Байера, широко используемый в цифровых фотоаппаратах.